# 穆旦
查良铮（1918年4月5日—1977年2月26日），笔名穆旦、梁真，中国现代主义诗人、翻译家、報人，九叶诗派的代表作家，被视作“中国现代诗歌第一人”、“中国二十世纪桂冠诗人”。
穆旦出生于天津，祖籍浙江海宁袁花镇 ，与金庸（查良镛）同属海宁查氏。1920年代，还是学生的穆旦已经开始文学创作，后于1935年就读于清华大学（西南联合大学）。1940年代，穆旦作为翻译参加中国远征军入缅作战，抗战胜利后前往锦州创办《新报》，成为当时东北的四大报纸之一。《新报》查封后，穆旦于1948年赴美国芝加哥大学攻读文学，并于1951年取得硕士学位。1953年，穆旦返回中国大陆，担任南开大学外文系副教授。1958年，穆旦被中共当局判为“历史反革命”，饱受身心摧残。即便如此，穆旦仍旧坚持翻译了拜伦、雪莱、普希金等西方诗人的作品，成为一代翻译名家。1975年，穆旦恢复诗歌创作，后于1977年因心脏病逝世，终年58岁。

## 生平
1918年4月5日，穆旦出生于天津市北马路恒德里三号。其祖父查美荫为清末官僚，曾担任易州直隸州知州，因其存款的银行倒闭，于55岁忧急而死。其父亲查厚垿为小职员，“工作断断续续，薪俸微薄，生活拮据，常靠变卖旧物维持”。其母亲李玉书为家庭主妇。穆旦有一姐一妹，姐是查良𬭚，妹是查良铃。
1923年9月，穆旦进天津北马路537号读书，次年3月，他的习作《不是这样的讲》便于天津由女性共产党人邓颖超、刘清扬主办《妇女日报》副刊发表。1929年9月，穆旦考入南开中学并开始诗文创作。16岁第一次以“穆旦”为名发表随笔《梦》。
1938年2月，在北方高校南迁西南联大过程中，闻一多、曾昭抡、李继桐等教授的带领下，穆旦與兩百多名師生组成“步行团”，历时69天，跨越湘黔滇三省抵达昆明。
1942年2月，参加了中国远征军，隨杜聿明的軍隊前往缅甸战场担任翻译，第五军被迫退入野人山，亡命热带雨林，一路上忍受饑餓，最後抵达印度，差点因“饥饿之后的过饱而死去”。
1949年，穆旦由泰国曼谷赴美国留学，在芝加哥大学研究生院攻读俄罗斯文学。1949年12月23日，與在芝加哥大學攻讀生物的周與良結婚。1953年回到中國，穆旦的岳父周叔弢是當時天津市副市長，穆旦回國後擔任南开大学外文系副教授。
1957年，穆旦发表诗歌《九十九家争鸣记》，並進行檢討。1966年，文革开始，穆旦全家被“扫地”到农场接受劳动改造。1968年，穆旦进“牛棚”，夫人周与良也成为“美国特务嫌疑”，被隔离审查。1969年，成为“牛鬼蛇神”的穆旦，曾跑了几十里路去看同为“牛鬼蛇神”的妻子周与良。
1972年，穆旦回到了南开大学，继续埋头于新的翻译及修改以前的译著。1976年7月，因摔倒而引起的股骨颈骨折，忍痛继续從事普希金诗歌翻译和诗作，在医院治疗时突发心脏病去世。死前，穆旦做《冥想》诗：
而如今突然面对坟墓，我冷眼向过去稍稍四顾，只见它曲折灌溉的悲喜，都消失在一片亘古的荒漠。这才知道我全部的努力不过完成了普通生活。

## 评价
穆旦的诗歌《赞美》、《诗八首》，均有很大影响。对于穆旦诗歌特点，公认的有意象新颖新奇、语言特点新颖、具象与抽象相结合、融入西方诗歌语言特点等。
穆旦作为翻译家亦成就斐然。他翻译的《唐璜》被卞之琳称为“中国译诗走向成年的标志之一”，《拜伦、雪莱、济慈 抒情诗精选集》更是脍炙人口的佳译。
史家来新夏说穆旦自美国回中國的二十几年，“几乎没有一天舒心日子，主观的向往和客观的反馈，反差太大，不论做什么样的诠释，穆旦终归是一个悲剧人物。”

## 相关连接
- 现代诗歌历史 （页面存档备份，存于）
- 中国现代诗歌大全